# Летняя Спартакиада народов СССР 1991
X летняя Спартакиада народов СССР — массовые всесоюзные соревнования, финальная часть которых проходила в СССР с 23 марта по сентябрь 1991 года. Официальная церемония открытия — 6 июля 1991 года в 11 часов на стадионе в Лужниках, главный судья соревнований Анатолий Колесов выступил с приветственной речью.
На 25 июля 1991 года были проведены соревнования по 29 видам спорта, оставалось организовать состязания по гиревому спорту, велоспорту (трек) и академической гребле. К тому времени было установлено 2 мировых рекорда, 2 европейских рекорда и 12 рекордов СССР, 84 спортсменам было присвоено звание «Мастер спорта СССР международного класса». По наградам лидировала сборная РСФСР, сборная Москвы была на втором месте, сборная Ленинграда — на третьем. Соревнования по гиревому спорту были проведены 25-27 июля в Оренбурге, по академической гребле — в сентябре в Нижнем Новгороде. Соревнования по трековым гонкам прошли в начале августа в Москве на велотреке в Крылатском, где в гите на 200м с хода среди мужчин мировой рекорд установил А. Зиновьев — 10,069 с., а в той же дисциплине у женщин Г. Енюхина также финишировала с мировым рекордом — 11,162 с.

## Финалы соревнований
| Вид спорта                  | Сроки проведения | Место проведения                                                           | Результаты |
| --------------------------- | ---------------- | -------------------------------------------------------------------------- | ---------- |
| Акробатика                  | 3-5 июля         | Киев. Дворец спорта.                                                       |            |
| Бадминтон                   | июль             | Нижний Новгород. Дворец спорта профсоюзов.                                 |            |
| Бокс                        | 4-12 июля        | Минск. Дворец спорта.                                                      | см.        |
| Велосипедный спорт, трек    | июль             | Москва. Велотрек в Крылатском.                                             |            |
| Велосипедный спорт, шоссе   | июль             | Москва. 23-й км Рижского шоссе. Москва. Олимпийская трасса в Крылатском.   |            |
| Волейбол                    | 23-30 марта      | Киев. Дворец спорта.                                                       |            |
| Вольная борьба              | 12-15 июня       | Запорожье. Дворец спорта «Юность».                                         | см.        |
| Академическая гребля        | сентябрь         | Нижний Новгород.                                                           |            |
| Гиревой спорт               | 25-27 июля       | Оренбург. Дворец культуры «Россия».                                        |            |
| Городошный спорт            | июль             | Северодонецк.                                                              |            |
| Гребля на байдарках и каноэ | 4-8 июля         | Ростов-на-Дону. Гребной канал «Дон». Гребной слалом: Минск. Гребной канал. |            |
| Дзюдо                       | 24-27 июля       | Минск                                                                      |            |
| Классическая борьба         | 18-21 июня       | Запорожье. Дворец спорта «Юность».                                         | см.        |
| Конный спорт                | июль             | Москва. Конноспортивный комплекс «Битца». Троеборье: Ратомка.              |            |
| Лёгкая атлетика             | июль             | Киев. Республиканский стадион.                                             | см.        |
| Настольный теннис           | июль             | Нижний Новгород. Дворец спорта профсоюзов.                                 |            |
| Плавание                    | 11-16 июня       | Москва. Бассейн спорткомплекса «Олимпийский».                              | см.        |
| Подводное плавание          | июнь             | Пикалёво. Бассейн П/О «Глинозем».                                          |            |
| Прыжки в воду               | июль             | Днепропетровск. Дворец водных видов спорта «Метеор».                       |            |
| Прыжки на батуте            | июль             | Киев.                                                                      |            |
| Самбо                       | 7-16 июня        | Минск. Теннисные корты.                                                    | см.        |
| Синхронное плавание         | июль             | Москва. Бассейн спорткомплекса «Олимпийский».                              |            |
| Спортивная гимнастика       | июль             | Москва. Дворец спорта Центрального стадиона им. В. И. Ленина.              |            |
| Стрельба из лука            | июль             | Орёл.                                                                      |            |
| Теннис                      | июль             | Москва. Теннисные корты Центрального стадиона им. В. И. Ленина.            |            |
| Тяжёлая атлетика            | 12-16 июля       | Донецк. Манеж «Авангард».                                                  | см.        |
| Фехтование                  | май              | Ленинград. Дворец спорта «Юбилейный».                                      |            |
| Художественная гимнастика   | июль             | Москва. Универсальный спортивный зал «Дружба».                             |            |
| Шахматы                     | июль             | Азов.                                                                      | см.        |